# 仙台市立鶴が丘中学校
仙台市立鶴が丘中学校（せんだいしりつつるがおかちゅうがっこう）は、宮城県仙台市泉区鶴が丘二丁目にある公立中学校。通称は「鶴中」（つるちゅう）。
上記で述べたように本校の通称は「鶴中」（つるちゅう）であるが、近隣に位置する仙台市立鶴谷中学校も同じく「鶴中」（つるちゅう）と呼ばれるため、注意が必要である。

## 概要
鶴が丘ニュータウンが開発されて周辺の団地も開発されたこともあり、既存の七北田中学校の生徒数が急増し、手狭になったために鶴が丘ニュータウン内に新たに中学校を増設することとなり、開校した。

## 沿革
- 1982年（昭和57年）4月1日 - 泉市立七北田中学校より分離、泉市立鶴が丘中学校として開校。
- 1988年（昭和63年）3月1日 - 仙台市立鶴が丘中学校に名称変更。
- 1994年（平成6年）4月1日 - 仙台市立松陵中学校が鶴ヶ丘中学校より分離・開校。

## 学区
- 鶴が丘、松森小学校学区

## 部活動
運動系…陸上部(男女)、ソフトテニス部(男女)、卓球部(男女)、バスケットボール部(男子)、野球部(男*女子も可)、バレー部(女子)
　
文化部…吹奏楽部(男女)、総合文化部(男女)

## 出身者
- 橋本到（読売ジャイアンツ）

（校長室前の廊下のショーケースに高校時代に書いたサイン色紙が1枚とメッセージ入りサイン色紙が飾ってある。
メッセージは「本気になれば世界が変わる」

## 統合問題
- 松陵中学校と鶴が丘中学校学区内では今後宅地開発の予定がなく、少子化にともない生徒数は減少する方向になると見込まれるため、仙台市では両校の統合の検討をしている。[1]